# Méliphage du Kimberley
Territornis fordiana
Espèce
Statut de conservation UICN

 LC  : Préoccupation mineure

Le Méliphage du Kimberley (Territornis fordiana) est une espèce de passereaux de la famille des Meliphagidae.

## Description
Le Méliphage de Kimberley ressemble au Méliphage à boucle blanche, avec le dos gris foncé, le ventre gris clair, des yeux gris, le dessous des yeux gris foncé et un bec noir. Il s'en distingue par l'absence de bande jaune sur la face supérieure des rémiges et rectrices, du blanc crème sous les ailes et du ventre blanc.

## Distribution
Il est endémique en Australie. Le Méliphage de Kimberley ne vit que dans la région de Kimberley en Australie-Occidentale, dans les forêts tropicales d'Eucalyptus et de Melaleuca.

## Reproduction
Il se reproduit en saison sèche d'août à janvier. Deux œufs roses, tachetés de rouge ou de brun, sont pondus dans un nid profond faits de toile d'araignée et de fibres végétales.

## Systématique
Cette espèce a été séparée du Méliphage à boucle blanche (Meliphaga albilineata), car elle en diverge significativement du point de vue phylogénique.